# Варлюбе (гміна)
Гміна Варлюбе (пол. Gmina Warlubie) — сільська гміна у північній Польщі. Належить до Свецького повіту Куявсько-Поморського воєводства.
Станом на 31 грудня 2011 у гміні проживало 6629 осіб.

## Площа
Згідно з даними за 2007 рік площа гміни становила 200.97 км², у тому числі:
- орні землі: 35.00%
- ліси: 55.00%

Таким чином, площа гміни становить 13.65% площі повіту.

## Населення
Станом на 31 грудня 2011:
| Опис     | Загалом | Загалом | Чоловіки | Чоловіки | Жінки | Жінки |
| -------- | ------- | ------- | -------- | -------- | ----- | ----- |
| одиниця  | осіб    | %       | осіб     | %        | осіб  | %     |
| все      | 6629    | 100     | 3305     | 49.86    | 3324  | 50.14 |
| міське   | 0       | 100     | 0        |          | 0     |       |
| сільське | 6629    | 100     | 3305     | 49.86    | 3324  | 50.14 |

## Сусідні гміни
Гміна Варлюбе межує з такими гмінами: Драґач, Єжево, Нове, Осе, Осек.